# Голльмик, Карл
Карл Голльмик (нем. Carl Gollmick; 1796—1866) — немецкий композитор, лексикограф и музыкальный критик.

## Биография
Карл Голльмик родился 19 марта 1796 года в городе Дессау (Саксония-Анхальт). Несмотря на многочисленные трудности, его отец сделал все возможное, чтобы дать сыну наилучшее образование; благодаря этому он смог учиться музыке в Кёльне, Вюрцбурге и Касселе.
Из его литературных трудов наиболее известны: «Handlexikon der Tonkunst» (1857); «Kritische Terminologie für Musiker und Musikfreunde» (1833); «Musikalische Novellen und Silhouetten» (1842); из музыкальных сочинений: шесть песней, рондо, полонезы, немецкие песни, с аккомпанементом фортепьяно или гитары.
Карл Голльмик умер 3 декабря 1866 года во Франкфурте-на-Майне.

## Творчество

### Композиции
- Die beiden Grenadiere (The two grenadiers), op. 60
- Lied der Mignon («Kennst du das Land») von Göthe.
- Malchen und Milchen, Lustspiel in 1 Akt, Uraufführung am 22.

### Либретто и переводы
- Libretto zu Mozarts Singspiel-Fragment Zaïde (oder «Das Serail»), Erstaufführung 27. Jänner 1866
- Auber, D.F.E.: Textbuch zu: Des Teufels Antheil.
- Marie oder Die Regimentstochter.

### Литературные труды
- Kritische Terminologie für Musiker und Musikfreunde.
- Musikalische Novellen und Silhouetten.
- Feldzüge und Streifereien im Gebiete der Tonkunst.
- Handlexicon der Tonkunst.
- Auto-Biographie von Karl Gollmick.